# Lorenzo Carissoni
Lorenzo Carissoni (San Giovanni Bianco, 7 febbraio 1997) è un calciatore italiano, difensore della Juve Stabia in prestito dal Cittadella.

## Caratteristiche tecniche
Terzino destro dotato di una buona capacità di corsa, duttile tatticamente, può essere impiegato anche sulla fascia sinistra.

## Carriera
Cresciuto nel Pontisola, con cui disputa una stagione da titolare in Serie D a soli 17 anni, nel 2015 si trasferisce nella formazione Primavera del Torino, con cui vince la Supercoppa. Il 19 luglio 2016 viene ceduto a titolo temporaneo al Trapani, passando poi al Monopoli nel successivo mese di gennaio dopo non aver collezionato alcuna presenza con i siciliani. Il 2 agosto 2017 si trasferisce al Monza; trascorre in prestito anche le stagioni successive con Carrarese e Lecco.
Il 1º febbraio 2021 viene ceduto a titolo definitivo alla Vis Pesaro, con cui si lega fino al termine della stagione. Rimasto svincolato, il 18 novembre seguente viene tesserato dal Latina, in cui ritrova l'allenatore Daniele Di Donato; subito diventato titolare, il 16 giugno 2022 prolunga per un ulteriore stagione con i pontini.
Il 14 giugno 2023 viene tesserato dal Cittadella. Il 20 agosto esordisce in serie B nel successo per 1-0 contro la Reggiana, in cui gioca titolare. Il 27 settembre segna la sua prima rete con i veneti, nonchè in serie B, nel pareggio per 1-1 in casa del Catanzaro.  In due stagioni col Cittadella disputa 71 partite, segnando 4 reti 
Dopo la retrocessione dei veneti in serie C, Carissoni il 12 luglio 2025 si trasferisce in prestito, con obbligo di riscatto al verificarsi di determinate condizioni, alla Juve Stabia.

### Presenze e reti nei club
Statistiche aggiornate al 13 maggio 2025.
| Stagione          | Squadra           | Campionato        | Campionato | Campionato | Coppe nazionali | Coppe nazionali | Coppe nazionali | Coppe continentali | Coppe continentali | Coppe continentali | Altre coppe | Altre coppe | Altre coppe | Totale | Totale |
| Stagione          | Squadra           | Comp              | Pres       | Reti       | Comp            | Pres            | Reti            | Comp               | Pres               | Reti               | Comp        | Pres        | Reti        | Pres   | Reti   |
| ----------------- | ----------------- | ----------------- | ---------- | ---------- | --------------- | --------------- | --------------- | ------------------ | ------------------ | ------------------ | ----------- | ----------- | ----------- | ------ | ------ |
| 2014-2015         | Pontisola         | D                 | 32         | 1          | CI-D            | 2               | 0               | -                  | -                  | -                  | -           | -           | -           | 34     | 1      |
| 2016-gen. 2017    | Trapani           | B                 | 0          | 0          | CI              | 0               | 0               | -                  | -                  | -                  | -           | -           | -           | 0      | 0      |
| gen.-giu. 2017    | Monopoli          | LP                | 14         | 0          | CI-LP           | -               | -               | -                  | -                  | -                  | -           | -           | -           | 14     | 0      |
| 2017-2018         | Monza             | C                 | 26         | 0          | CI-C            | 1               | 0               | -                  | -                  | -                  | -           | -           | -           | 27     | 0      |
| 2018-2019         | Carrarese         | C                 | 30+4       | 0          | CI+CI-C         | 1+2             | 0               | -                  | -                  | -                  | -           | -           | -           | 37     | 0      |
| 2019-2020         | Lecco             | C                 | 22         | 2          | CI-C            | 2               | 0               | -                  | -                  | -                  | -           | -           | -           | 24     | 2      |
| feb.-giu. 2021    | Vis Pesaro        | C                 | 16         | 0          | -               | -               | -               | -                  | -                  | -                  | -           | -           | -           | 32     | 2      |
| nov. 2021-2022    | Latina            | C                 | 20         | 0          | CI-C            | -               | -               | -                  | -                  | -                  | -           | -           | -           | 20     | 0      |
| 2022-2023         | Latina            | C                 | 30+1       | 1          | CI-C            | 1               | 0               | -                  | -                  | -                  | -           | -           | -           | 32     | 1      |
| Totale Latina     | Totale Latina     | Totale Latina     | 50+1       | 1          |                 | 1               | 0               |                    | -                  | -                  |             | -           | -           | 52     | 1      |
| 2023-2024         | Cittadella        | B                 | 33         | 2          | CI              | 2               | 0               | -                  | -                  | -                  | -           | -           | -           | 35     | 2      |
| 2024-2025         | Cittadella        | B                 | 36         | 2          | CI              | 0               | 0               | -                  | -                  | -                  | -           | -           | -           | 36     | 2      |
| Totale Cittadella | Totale Cittadella | Totale Cittadella | 69         | 4          |                 | 2               | 0               |                    | -                  | -                  |             | -           | -           | 71     | 4      |
| Totale carriera   | Totale carriera   | Totale carriera   | 259+5      | 8          |                 | 11              | 0               |                    | -                  | -                  |             | -           | -           | 275    | 8      |

## Palmarès

### Club

#### Competizioni giovanili
- Supercoppa Primavera: 1

Torino: 2015